# Lilong (Thoubal)
Lilong è una suddivisione dell'India, classificata come nagar panchayat, di 20.267 abitanti, situata nel distretto di Thoubal, nello stato federato del Manipur. In base al numero di abitanti la città rientra nella classe III (da 20.000 a 49.999 persone).

## Geografia fisica
La città è situata a 24° 40' 55 N e 93° 56' 43 E.

## Società

### Evoluzione demografica
Al censimento del 2001 la popolazione di Lilong assommava a 20.267 persone, delle quali 10.198 maschi e 10.069 femmine. I bambini di età inferiore o uguale ai sei anni assommavano a 4.540, dei quali 2.303 maschi e 2.237 femmine. Infine, coloro che erano in grado di saper almeno leggere e scrivere erano 11.828, dei quali 7.047 maschi e 4.781 femmine.